# Bègues
Bègues è un comune francese di 235 abitanti situato nel dipartimento dell'Allier, della regione dell'Alvernia-Rodano-Alpi.

## Società

### Evoluzione demografica
Abitanti censiti